# Jakow Iwanowitsch Pochabow

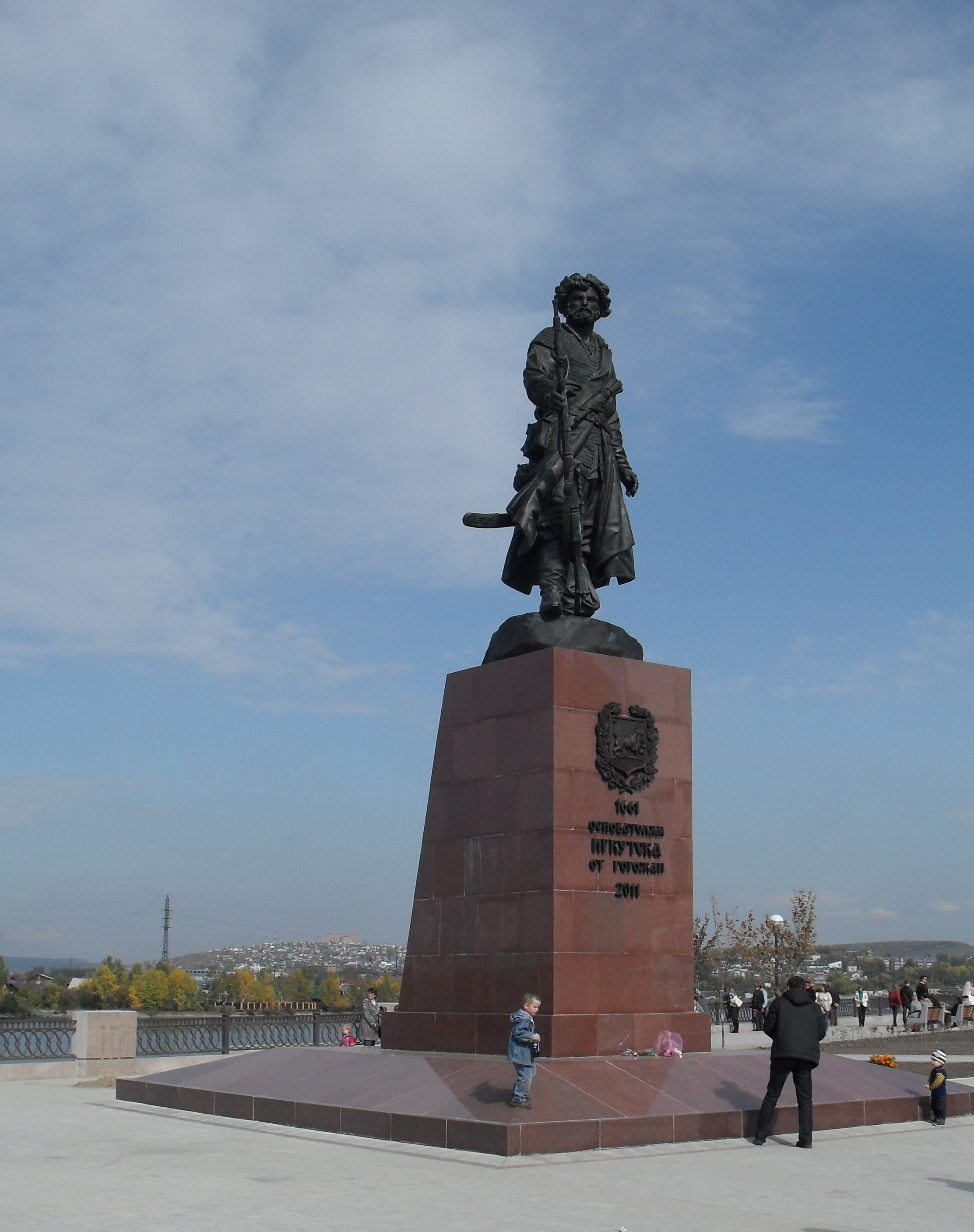
Pochabow-Denkmal (M. W. Perejaslawez, 2011), Irkutsk

Jakow Iwanowitsch Pochabow (russisch Яков Иванович Похабов) war ein russischer Kosak in Sibirien des 17. Jahrhunderts.
Pochabow war Kosakentruppführer im Ostrog Jenisseisk. Er war ein Verwandter des Kosaken Iwan Pochabow (etwa 1610–1667/1668), der an zwei Baikal-Expeditionen teilgenommen hatte und im Ujesd Jenisseisk starb.
Mit Iwan Galkins Expedition kam Pochabow 1648 an den Baikalsee. 1649 stieß er mit einem Kosaken-Kommando bis zur Schilka vor.
Pochabow kam auf Befehl des Woiwoden von Jenisseisk mit einer Truppe von 20 Mann an das rechte Ufer der Angara und  erbaute im Juli 1661 einen Ostrog am Ufer der Angara gegenüber der Einmündung des Flusses Irkut. Die Wahl dieses Ortes hatte er vorher in einem Bericht an die Regierung in Moskau begründet. Dieser Ostrog war die Keimzelle der Stadt Irkutsk. Am Ende des Jahres kehrte Pochabow nach Jenisseisk zurück.